# Arenaria jacutorum
Arenaria jacutorum är en nejlikväxtart som beskrevs av A.P. Khokhryakov. Arenaria jacutorum ingår i släktet narvar, och familjen nejlikväxter. Inga underarter finns listade i Catalogue of Life.